# Сюй (княжество)
Княжество Сюй (кит.:徐) (также называемое Сюй Жун (徐 戎) или Сюй И (徐夷) его врагами) было независимым Хуайи — государством китайского бронзового века, которым правила семья Ин ( 嬴), и контролировало большую часть долины реки Хуайхэ в течение как минимум двух столетий. Оно было сосредоточено в северных Цзянсу и Аньхой.
Древнее, но изначально незначительное княжество, которое уже существовало во времена поздней династии Шан, Сюй было порабощено династией Западной Чжоу около 1039 года до н. э. и с тех пор постепенно китаизировано. В конце концов оно восстановило свою независимость и сформировало конфедерацию из 36 государств, которые стали достаточно могущественными, чтобы бросить вызов империи Чжоу за господство над Центральной равниной. Способная укрепить свою власть над территорией, которая простиралась от Хубэя на юге через восточный Хэнань, северные Аньхой и Цзянсу на север до южного Шаньдуна, конфедерация Сюй оставалась крупной державой до начала Периода Вёсен и Осеней. Она достигла своего апогея в середине VIII века до н. э., расширив своё влияние до Чжэцзяна на юге. Однако к тому времени конфедерация Сюй начала распадаться в результате внутренних беспорядков. По мере того, как её власть ослабевала, Сюй всё больше угрожали соседние государства, и она потеряла контроль над рекой Хуайхэ в пользу царства Чу. Уменьшённое до своего центра, княжество Сюй было в конечном итоге завоёвано царством У в 512 году до н. э.

## История

### Происхождение

Сюй упоминается в более поздних хрониках как государство, покрывающее большую территорию между реками Хуайхэ и Хуанхэ во времена легендарной династии Ся.

Согласно Жунчэн Ши (бамбуковые пластинки) из Периода Сражающихся царств, Юй Гун из династии Хань и различным другим источникам, Юй Великий разделил мир на Девять провинций в доисторические времена, одна из них провинция Сюй. Юаньхэ Синцзуань — сборник информации династии Тан о происхождении китайских фамилий, а также Тунчжи — историческая книга южной династии Сун, также утверждают, что Юй передал право собственности Жому — внуку мифологического императора Чжуань-сюя — повелителю княжества Сюй около 2100 года до н. э. В свою очередь, народы княжества Сюй должны были быть потомками Жому. Кроме того, утверждалось, что это княжество (или провинция) Сюй изначально занимало всю территорию между рекой Хуайхэ и Жёлтой рекой. Не существует современных свидетельств, подтверждающих эту информацию, и самые старые доступные литературные источники, гадальные кости династии Шан, не упоминают такую империю. В результате истории об основании княжества Сюй остаются легендарными.
Археологические раскопки доказали, что территория вокруг современного Сюйчжоу, включая более поздний центр княжества Сюй, была крупным торговым и культурным центром для культур Яншао, Давэнькоу и Луншань с 3-го тысячелетия до н. э. Гадальные кости и более поздние исторические записи указывают на то, что район Сюйчжоу был оккупирован коренным государством Дапэн со времён средней династии Шан. Мощное государство Дапэн было в конечном итоге разрушено Шаном при царе Ди Сине. В свою очередь, о существовании княжества Сюй впервые достоверно сообщает И Чжоу Шу в 1042 году до н. э. всего через несколько десятилетий после падения Дапэна. Остаётся неизвестным, были ли эти два государства каким-либо образом связаны между собой.

### Конфликт с династией Чжоу и приход к власти

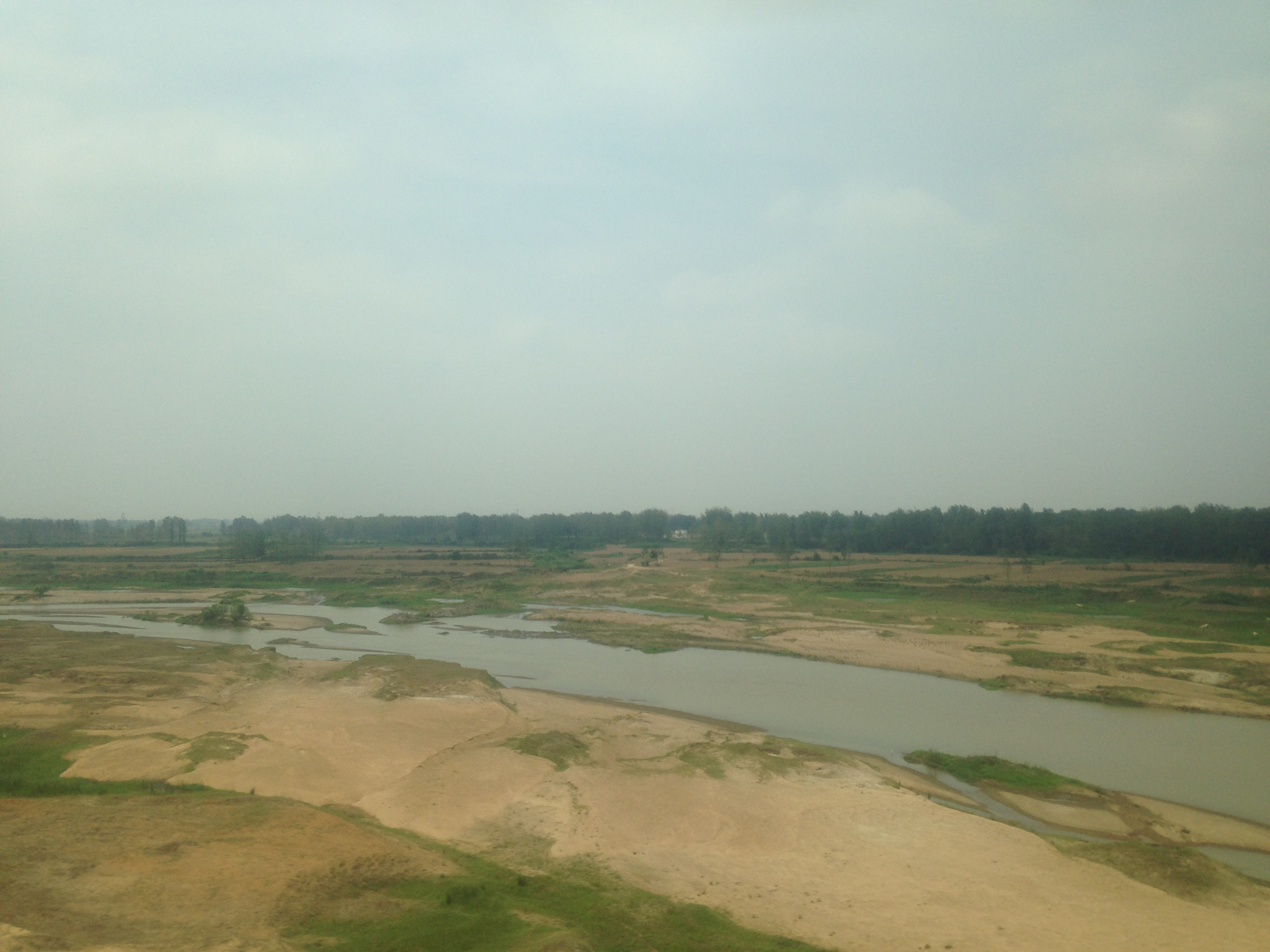
Сюй был сосредоточен в долине реки Хуайхэ.

Во время своего первого зарегистрированного появления княжество Сюй уже было могущественным государством И, которое, вероятно, располагалось на юго-востоке Шаньдуна или северо-западе Цзянсу. Помимо этого государства, в западной части Шаньдуна существовало несколько небольших анклавов княжества Сюй. Подобно государствам Дунъи в Пугу и Яне княжество Сюй участвовало в Восстании трёх гвардейцев против герцога Чжоу, хотя он не имел прямого отношения к трём конкурирующим сторонам. Ральф Д. Сойер предполагает, что княжество Сюй присоединилось к повстанцам, потому что не хотело отталкивать соседние государства, которые стали соучредителями альянса повстанцев. В отличие от других источников Записи великого историка предполагают, что Сюй и Хуайи вообще не участвовали в первоначальном восстании, а только позже столкнулись с войсками Чжоу.
Независимо от участия княжества Сюй повстанцы в конечном итоге проиграли войну. Впоследствии долина реки Хуайхэ была захвачена и покорена царской армией Чжоу в 1039 году до н. э. В какой мере княжество Сюй также потерпело поражение во время этой кампании, остаётся неясным; сообщения в Цзо чжуани и Бамбуковых анналах делают вероятным то, что войска княжества Сюй продолжали сопротивляться осуществлению власти Чжоу на юго-востоке Шаньдуна. Сообщается, что после основания княжества Лу княжество Сюй и другие государства Хуайи атаковали новое государство Чжоу, пока Бо Цинь не победил их. После этого княжество Сюй, похоже, было в значительной степени умиротворено и стало вассалом династии Чжоу. В этом положении оно находилось под сильным влиянием культуры Чжоу, а также служило связующим звеном с самым южным союзником династии царством У. Несмотря на это, княжество Сюй оставалось несколько непокорным и переместило свою основную территорию дальше на юг, в северный Аньхой, чтобы избежать постоянного давления со стороны династии Чжоу на севере. Анклавы княжества Сюй в западной части Шаньдуна даже продолжали открыто сопротивляться, но большинство из них со временем были уничтожены княжеством Лу и царством Сун.
После своего подчинения княжество Сюй было вынуждено оставаться вассалом династии Чжоу почти сто лет. Поворотный момент наступил в середине X века до н. э.: около 957 года до н. э. династия Чжоу проиграла катастрофическую войну против царства Чу. Это поражение, похоже, повергло династию в хаос. Основываясь на археологических находках, Эдвард Луи Шонесси даже предполагает, что династия Чжоу была настолько ослаблена, что в значительной степени отступила в свою столицу, оставив большую часть своей империи на произвол судьбы. Основываясь на этой теории, историк Манфред Фрюхауф считает, что Хуайи, в том числе княжество Сюй, восстановили свою независимость в результате этого общего отступления Чжоу. Следовательно, княжество Сюй превратилось в «очень могущественное государство».

Важные государства и народы периода Западной Чжоу.

К 944 году до н. э. правителю Яню княжества Сюй удалось объединить под своим руководством 36 государств Дунъи и Хуайи, объявить себя царём и приступить к вторжению в империю Чжоу. Причины этого вторжения неизвестны, но Фрюхауф предполагает, что оно было направлено на то, чтобы помешать династии Чжоу восстановить свою власть над Хуайи, в то время как Сойер считает возможным, что княжество Сюй либо хотело разграбить царские владения Чжоу, либо нацелилось вытеснить правление Чжоу и основать собственную династию. Ход и масштабы вторжения одинаково противоречивы, исходя из разных интерпретаций бронзовых надписей и исторических текстов. Даже оспаривается, было ли это всего одно или два вторжения. Однако в целом согласны с тем, что это результат атак: хотя войскм Чжоу в конечном итоге удалось отбросить захватчиков, они не смогли снова подчинить себе хуайи и были вынуждены признать их независимость в мирном договоре. Если верить записям в Книге поздней Хань, вероятно, основанным на ранних текстах Бамбуковых анналов, война особенно укрепила княжество Сюй. Признавая, что он не может победить хуайи, Му (царь Чжоу) признал царя Яня из Сюя повелителем (официально старшим или бо) над большой конфедерацией, которая охватывала большую часть долины реки Хуайхэ и районы к югу от неё. В результате княжество Сюй стало новой крупной державой востока и серьезным политическим соперником династии Чжоу. В ходе своего политического подъёма культурное влияние княжества Сюй начало распространяться до района дельты Янцзы. Хань Фэйцзы и другие тексты утверждали, что царь Му впоследствии просил царя Яня возглавить его коалицию государств против Сюй И, возможно, местных фракций Сюя, которые не подчинились режиму Яня. В Бамбуковых анналах говорится, что царь Му позже подстрекал государство Чу к нападению на Сюй.

### Апогей
Княжество Сюй сохранило своё господство на юго-востоке после смерти царя Му, в то время как перемирие оказалось недостаточным для обеспечения мира. Военное соперничество между царствами Хуайи и Чжоу никогда не прекращалось, и хотя последнее всё больше страдало от внутреннего беспорядка и даже хаоса, оно оставалось грозным противником конфедерации Сюй. Ли (царь Чжоу) (878—828) возглавил несколько кампаний против государств реки Хуайхэ, таких как Цзяо и Юй. В свою очередь, конфедерация Хуайи под руководством княжества Сюй начала массированное контрнаступление в 850 году до н. э. с целью завоевать Северо-Китайскую равнину и разрушить правление Чжоу на Востоке. В союзе с Эхоу, мятежным правителем государства Э и государств Дунъи, Хуайи поставили династию Чжоу на грань разрушения. Их войска даже достигли долин рек Лохэ и И, угрожая или даже грабя царские владения династии. В конце концов, однако, союз против Чжоу распался после разрушения государства Э сторонниками Чжоу, и княжество Сюй было отброшено.
Война возобновилась при Сюане (царе Чжоу), который стремился восстановить стабильность и восстановить царство Чжоу. Заручившись военной помощью нескольких лоялистских государств Шаньдуна, он начал масштабную кампанию против возглавляемой княжеством Сюй коалиции Хуайи в 822 году до н. э., в конце концов заявив, что одержал великую победу. Памятник китайской литературы Классика поэзии даже хвастался:
Область Сюй сотрясается без перерыва,

дрожит от ужаса, область Сюй

как перед грохотом и раскатами грома,

район Сюй дрожит от ужаса!
Несмотря на эти утверждения, экспедиция Сюаня, вероятно, не привела к полной победе, поскольку княжество Сюй, похоже, не было сильно ослаблено за этот период. Более вероятно, что война закончилась незначительной победой Чжоу или мирным договором с данью, отправленной хуайи королю Сюаню на оставшееся ему правление. Согласно Юй Гун, княжество Сюй посылало фазановые перья и звучащие камни в качестве регулярной дани.
Несмотря на попытки реставрации Сюанем династии Чжоу, её царская власть в значительной степени рухнула в 771 году до н. э., вступив в Период Вёсен и Осеней. Первоначально княжество Сюй не только сохранило свою власть в эту новую эру войн и хаоса, но, вероятно, расширилось на юг. Бронзовые изделия княжества Сюй ранней части Периода Вёсен и Осеней были найдены в южной части Цзянсу и северной Чжэцзян, что указывает на влияние государства в этих регионах или, возможно, даже на контроль над ними. Однако примерно в это же время княжество Сюй также начало страдать от серьёзных внутренних беспорядков, что привело к постепенному распаду его конфедерации. Несколько государств отделились: анклавы княжества Сюй в западной части провинции Шаньдун присоединились к княжеству Лу в 720 году до н. э., народы царства Шу образовали независимые государства, государство Чжоулай занимало среднюю долину реки Хуайхэ, и часть правящей семьи Ин откололась, образовав собственное государство Чжунли.

### Конфликт с северными государствами
Несмотря на конец своей конфедерации, княжество Сюй по-прежнему обладало значительной властью, так что герцоги княжества Лу Инь и Хуань пытались оставаться в хороших отношениях с [народами княжества Сюй]. Их преемник, герцог Чжуан Лу, с другой стороны, считал оставшиеся племена княжества Сюй Шаньдуна угрозой и начал войну, чтобы уничтожить их. К тому времени единственный сохранившийся северный анклав княжества Сюй, имеющий какое-либо значение, был сосредоточен в Цаочжоу, удерживая местные болота, откуда берёт начало река Чи. Согласно Цзуо Чжуань, причиной войны были продолжающиеся набеги Цаочжоу-Сюй. Герцог Чжуан смог получить военную помощь от царств Сун и Чжэн, а также, что наиболее важно, от могущественного княжества Ци. С другой стороны, Сюй из Шаньдуна объединился с княжеством Сюй. Ци впервые напал на Сюй из Шаньдуна в 674 году до н. э., но не смог их подчинить. В 667 году до н. э. коалиция под руководством Ци предприняла не только очередное нападение на Цаочжоу, но и вторглась на территорию Сюй в долине реки Хуайхэ. В то время как последнее государство оставалось непобеждённым, Цаочжоу-Сюй были уничтожены, а вместе с ними и последние остатки правления Сюй в Шаньдуне. После этого отношения между княжеством Сюй и его северными соседями улучшились.

### Войны с Чу и упадок

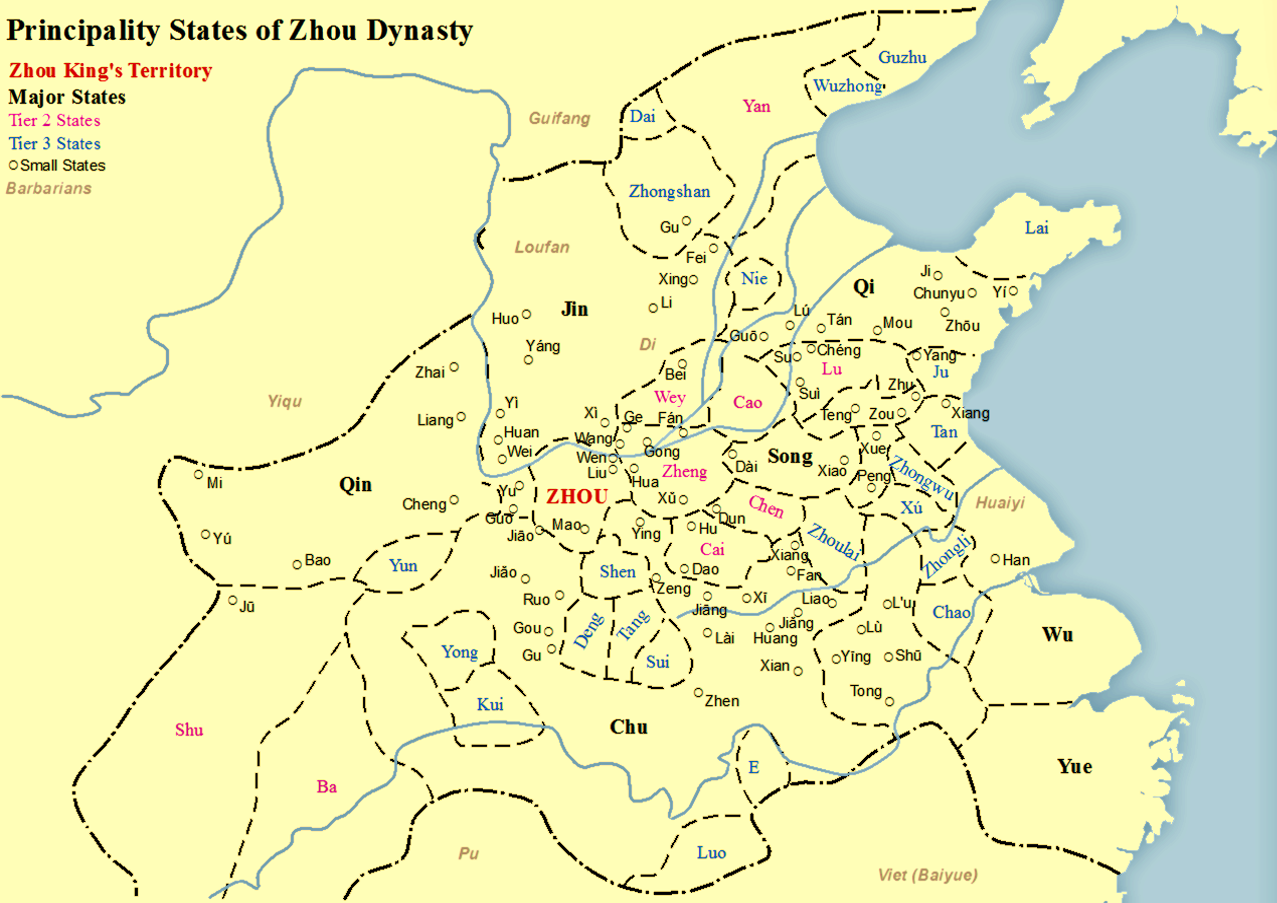
Карта, показывающая оставшееся государство-обрубок Сюй между его более могущественными соседями.

Начиная с 655 года до н. э., государство Чу начало расширяться в долину реки Хуайхэ, в результате чего несколько местных государств Хуайи, такие как государства Шу, вступили с ним в союз, чтобы получить прибыль от его военной помощи. Начиная с 655 года до н. э. государство Чу начало расширяться в долину реки Хуайхэ, в результате чего несколько местных государств Хуайи, такие как государства Шу, вступили с ним в союз, чтобы получить прибыль от его военной помощи. В ответ на эту агрессивную экспансию в его центральный район княжество Сюй начало сотрудничать с северными врагами Чу и оккупировало одно из ныне враждебных государств Шу в 656 году до н. э. Царство Чу нанесло ответный удар в 645 году до н. э. и начало вторжение в княжество Сюй. Герцог Хуань из Ци, гегемон Китая в то время, организовал союз Ци, Лу, Сун, Чэнь, Вэй, Чжэн, Цао и государство Сюй, чтобы помощь княжеству Сюй. Они отправили экспедицию, чтобы помочь маленькому княжеству, но союз против государства Чу потерпел сокрушительное поражение во время битвы при Лулине. Хотя оно не было разрушено и продолжало бороться за свою независимость, княжество Сюй было сильно ослаблено, что положило начало его окончательному упадку.
С упадком княжества Сюй власть других штатов реки Хуайхэ начала расти. В непосредственной близости от него государство Чжунли превратилось в одно из важнейших региональных государств среднего течения [реки] . Где-то между 644 и 600 годами до н. э. его правитель, властитель Бай, победил княжество Сюй в битве. В 643 году до н. э. княжество Сюй и его союзник княжество Ци вторглись в Инши в Луань — вассальное государство царства Чу. По словам Цзо Цюмина, эта экспедиция была предпринята княжеством Ци в интересах княжества Сюй, чтобы отомстить (...) за поражение княжества Сюй царству Чу в Лулине. После 622 года до н. э. царство Чу заставило оставшиеся государства вдоль средней реки Хуайхэ стать вассалом, будучи готовым уничтожить любое из них, которое продолжит открытое сопротивление. Оно также заключило пакт с царствами У и Юэ, «который не позволял им ухаживать за царствами Шу в течение четверти века». В результате царство Чу стало бесспорным правителем большей части долины реки Хуайхэ, так что княжество Сюй также всё больше подпадало под влияние царства Чу. Несмотря на это, чрезвычайно ослабленное княжество продолжало вступать в сговор с другими государствами против царства Чу. В 620 году до н. э. княжество Сюй предприняло поход против княжества Цзюй в провинции Шаньдун.
Царство Чу над долиной реки Хуайхэ было сломлено в 584 году до н. э., когда царство У начало крупномасштабное западное наступление, во время которого княжество Сюй также подверглось нападению войск царства У. С тех пор царства У и Чу постоянно боролись друг с другом за господство над долиной реки Хуайхэ. Княжество Сюй оказалось под давлением этих обоих могущественных царств. Несмотря на то, что его политическая власть ещё больше ослабла, в этот период оно пережило свой культурный расцвет.
С 542 года до н. э. княжество Сюй стало склоняться на сторону царств Чу и У, чтобы восстановить свою полную независимость, когда царь Ичу женился на принцессе царства У. Этот новый союз привёл к серьёзным последствиям для княжества Сюй в 539 году до н. э. В том же году Лин (царь Чу) созвал собрание государств в бывшей столице княжества Шэнь, желая, чтобы они признали его новым гегемоном Китая. Хотя правитель княжества Сюй был враждебно настроен по отношению к царству Чу, он был вынужден присутствовать на встрече, так как опасался возможного возмездия. Однако в княжестве Шэнь правитель царства Чу схватил царя Ичу из-за его тесных связей с царством У. Затем он вынудил княжество Сюй участвовать во вторжении в царство У в 537 году до н. э. Год спустя царь Ичу бежал и вернулся в свою столицу. Лин (царь Чу), опасаясь, что княжество Сюй поднимет восстание, быстро вторгся в маленькое княжество. Однако царство У пришло на помощь княжеству Сюй и победило армию царства Чу. После этого Сюй открыто присоединился к царству У.
Зимой 530 года до н. э. Лин (царь Чу) повёл другую армию на осаду и завоевание столицы княжества Сюй, чтобы подготовить вторжение в царство У. Осада продолжалась до следующего лета, когда Цзыао совершил переворот в городе Ин (столице царства Чу) и взял под свой контроль правительство Чу. Затем армия царя Лина почти полностью покинула его, в то время как оставшиеся верные войска сняли осаду княжества Сюй и начали отступать к царству Чу, но были разбиты и уничтожены армией царства У в Юйчжане.
В 526 году до н. э. Цзин (герцог Ци) хотел восстановить старую гегемонию княжества Ци и начал вторжение в княжество Сюй. Вместо сопротивления правитель княжества Сюй просто подчинился и отдал дань уважения герцогу, так что последний вернулся в княжество Ци без боя. Современный писатель Цзюо Цюмин считал, что это намекает на растущую слабость малых государств, поскольку среди них больше не было лидера, способного противостоять «беспринципным» захватчикам.

### Падение и наследие
В конце концов, княжество Сюй оказалось вовлечённым в спор о престолонаследии царства У в 515 году до н. э., когда оно укрыло принца Яньюя от его племянника царя Хелюя из У. Три года спустя Хелюй приказал Сюй выдать беглеца, но Чжанъюй (князь Сюя) посочувствовал Яньюю и отпустил его. Затем Яньюй бежал в царство Чу, которое согласилось ему помочь. Разъяренный ходом событий, Хелюй вторгся в княжество Сюй. С помощью известного военного стратега Сунь-цзы, Хелюй приказал своим войскам возвести насыпи на холмах, чтобы погрузить столицу [княжества] под воду. Хотя царство Чу послало армию, чтобы помочь княжеству Сюй, ситуация в осаждённом городе стала невыносимой, так что Чжанъюй отправился со своей женой, чтобы лично сдаться царю Хелюю. Таким образом, княжество Сюй потерпело поражение.
.

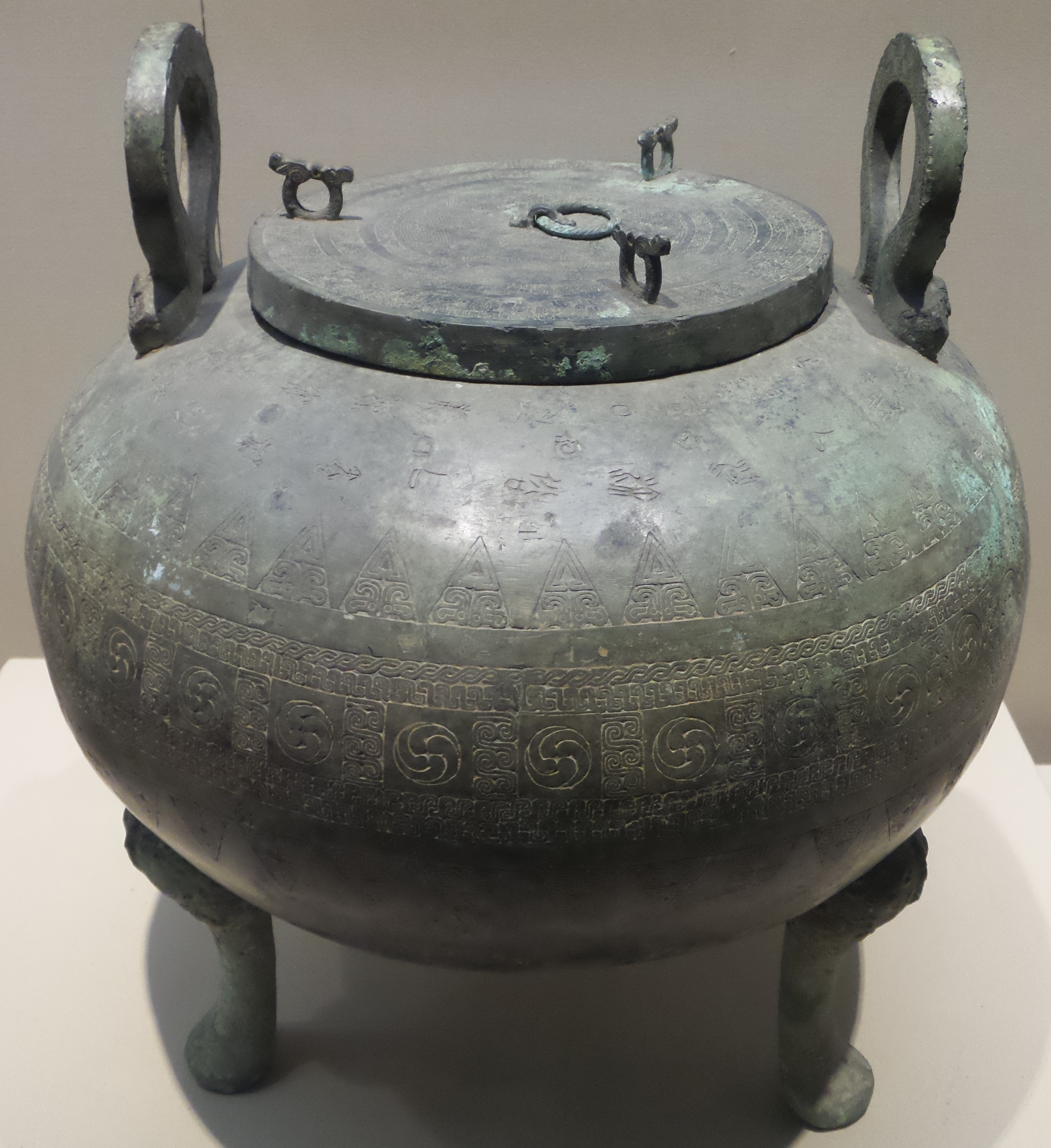
Бронзовый дин, отлитый герцогом Инь, яоинь (чиновник, ответственный за жертвоприношения) княжества Сюй, который был сослан в царство Юэ, обнаруженный в Шаосине, 1982 год. Его 44-символьная надпись отражает стремление герцога Инь восстановить побеждённое княжество Сюй

После падения княжества Сюй Чжанъюю, его семье и его самым преданным офицерам было разрешено отправиться в изгнание в царство Чу. По пути они встретили армию Чу и были сопровождены в город И, где поселился Чжанъюй. Несмотря на его конец, княжество Сюй продолжало «оказывать большое влияние в регионе», тем более что изгнанники из падшего государства поселились на большой территории. Бронзовые артефакты с надписями дарителей княжества Сюй были найдены в местах, связанных с такими царствами, как Юэ и У, но некоторые из них были даже найдены в Цзинъань на северо-западе Цзянси, территория, обычно считающаяся «фактически ничейной землёй, населённой неассимилированным населением».
Те, что были найдены в стоянках царства У и датированы временем после разрушения княжества Сюй, вероятно, были военной добычей, торговыми товарами или «знаками политического или брачного союза». Однако бронзовые изделия княжества Сюй из Шаосина в царстве Юэ можно надёжно идентифицировать с изгнанниками. Его даритель, Инь, был яойином (должностным лицом, отвечающим за жертвоприношения) княжества Сюй и заявил на одном дине о своих амбициях восстановить своё родное государство. Надпись на алебарде царя Юэ даже интерпретируется некоторыми учёными как «помощь княжеству Сюй», и в этом случае само правительство царства Юэ желало восстановления княжества Сюй. Эта интерпретация, однако, сильно оспаривается, поскольку многие учёные, такие как Пэн Юйшан, читают эти слова как имя царя.

## Культура
Хотя современные и более поздние письменные источники обычно считали народ княжества Сюй частью хуайи или варваров реки Хуайхэ, остаётся неясным, определялись ли хуайи их политической оппозицией династии Чжоу или общими культурой и этносом. Тем не менее, некоторые китаеведы, такие как Дональд Б. Вагнер, Констанс А. Кук и Барри Б. Блейкли считают вероятным, что хуайи были особым народом, отличным от других групп, таких как дунъи из Шаньдуна и наньи из средней части реки Янцзы. Археологические раскопки, похоже, подтверждают это предположение, поскольку они указывают на то, что у народов княжества Сюй была особая местная культура, которая возникла из местного неолитического происхождения. В составе хуайи народы княжества Сюй были частью высокоразвитой бронзовой культуры. Фактически, хуайи появились как пользователи бронзы и меди, которые производили металлическое оружие, сосуды и колокола, поскольку они были впервые засвидетельствованы источниками царства Чжоу в XI веке до н. э.
Княжество Сюй также обычно ассоциируется с более крупной культурной областью У-Юэ, на которую оно оказало большое влияние. В этом положении оно выступало в качестве посредника для северной культуры Чжоу, но также передало свои собственные методы и идеи в район дельты Янцзы.

### Поселение и гробницы
Столица княжества Сюй располагалась в округе Сыхун, а современный Пичжоу служил его главным ритуальным центром и некрополем для его правителей. Исследователь Хэ Юнь'ао утверждал, что гробницы княжества Сюй обычно располагались на высоких курганах.

### Язык
Поскольку люди княжества Сюй не были выходцами из Шан или Чжоу, они, вероятно, говорили на своём собственном языке, который мог быть связан с малоизвестными языками юэ на юге. Тем не менее, элита княжества Сюй хорошо знала древнекитайский язык, лингва франка того времени, и использовала его для надписей на своих бронзовых сосудах. Помимо древнекитайского письма, также использовался «птичий» печатный шрифт. Этот шрифт был очень популярен в юго-восточном Китае и произошёл от письма печати династии Шан. Всё ещё не полностью расшифрованная, остаётся неясным, была ли это полноценная система письма или имела более символическое назначение. Историк Эрика Фокс Бриндли предполагает, что тексты были написаны только на древнекитайском языке, независимо от шрифта.

## Правители
Княжество Сюй управлялось ветвью семьи Ин (嬴), которая также контролировала государства Чжунли, Тань и княжество Цзюй. В Записях великого историка и других источниках утверждалось, что клан был связан с королевской семьёй царства Цинь, которое расположено далеко на западе. Правители княжества Сюй уже приняли титул царя в период Западной Чжоу, и, следовательно, источники Чжоу называли их цзы (子). Этот титул использовался государствами Чжоу Периода Вёсен и Осеней для обозначения низших варварских правителей и обычно переводится как виконт. Несмотря на это, цзы возникло как описание Западной Чжоу для иностранных правителей, которые считали себя независимыми царями. В результате, когда многие правители Дунъи, Хуайи и Мань такие, как правители княжества Сюй, приняли титул цзы, они восприняли его как синоним слова царь. Некоторые более поздние правители княжества Сюй, в том числе Цзыю и Ичу, также приняли титул ван (王), который был связан с царствованием династии Чжоу.
| Имя     | Период царствования           | Примечания                                                                                         |
| ------- | ----------------------------- | -------------------------------------------------------------------------------------------------- |
| Янь     | около 944 года до н. э.       | правил большей частью долины реки Хуайхэ, вторгся во владения династии Чжоу                        |
| Лян     | Средний Период Вёсен и Осеней | |
| Гэн     | Средний Период Вёсен и Осеней | |
| Цзыю    | Поздний Период Вёсен и Осеней | |
| Ичу     | около 535 года до н. э.       | был арестован царством Чу, но сбежал в царство У; впоследствии вызвал войну между царствами Чу и У |
| Чжанъюй | ?–512 год до н. э.            | последний правитель княжества Сюй                                                                  |

## Сюй в астрономии
Княжество Сюй представлено звездой Тета Змеи в астеризме Левая Стена, Небосвод Небесного Рынка (см. Китайские созвездия).

### Комментарии
1. ↑  Буквально варвары Сюй, иностранцы Сюй или воинственные Сюй
2. ↑  Ли эффективно правил только до 842 года до н. э., когда был вынужден покинуть страну; тем не менее, он оставался официальным царём до 828 года до н. э.[40]
3. ↑  Государства Шу (舒) представляли собой группу второстепенных городов-государств, принадлежащих одной родственной княжеству Сюй племенной группе[4], которые располагались между центральным[46] и юго-западным Аньхоем[47] Эти государства не следует путать с царством Шу из Сычуани.
4. ↑  Напротив, исследователь Ли Байфэн утверждал, исключительно основываясь на литературных записях, что люди княжества Сюй не были связаны с хуайи, а были китайцами, которые мигрировали на юг и позже образовали царства У и Юэ. Дональд Б. Вагнер заявил, что эта интерпретация полностью умозрительна[84].

### Процитированные работы
- Anhui Provincial Institute of Cultural Relics and Archaeology and Bengbu Museum (June 2015). The Excavation of the tomb of Bai, Lord of the Zhongli State (PDF). Chinese Archaeology. 14 (1). Berlin, Boston: Walter de Gruyter: 62–85. doi:10.1515/char-2014-0008.
- Bergeton, Uffe. The evolving vocabulary of otherness in pre-imperial China: From 'belligerent others' to 'cultural others'. — Los Angeles : University of Southern California, 2006.
- Brindley, Erica Fox. Ancient China and the Yue: Perceptions and Identities on the Southern Frontier, c.400 BCE-50 CE. — Cambridge : Cambridge University Press, 2015. — ISBN 978-1-107-08478-0.
- Zhejiang Provincial Museum. — Hangzhou : Zhejiang Provincial Museum, 2013. — ISBN 978-7-80204-768-6.
- Cook, Constance A. Defining Chu: Image And Reality In Ancient China / Constance A. Cook, John S. Major. — Honolulu : University of Hawaii Press[англ.], 1999. — ISBN 0-8248-2905-0.
- Deng, Yinke. History of China. — Beijing : China Intercontinental Press, 2008. — ISBN 978-7508510989.
- von Falkenhausen, Lothar. The Waning of the Bronze Age Material Culture and Social Developments, 770–481 B.C. // The Cambridge History of ancient China – From the Origins of Civilization to 221 B.C. / Michael Loewe ; Edward L. Shaughnessy. — Cambridge, New York City, Melbourne, et al. : Cambridge University Press, 1999. — P. 450–544. — ISBN 0-521-47030-7.
- Frühauf, Manfred W. Chinas ältester Reisebericht: Das Mu Tianzi Zhuan 穆天子傳 // Reisen in chinesischer Geschichte und Gegenwart: Erfahrungen, Berichte :  [нем.] / Mechthild Leutner ; Klaus Mühlhahn ; Izabella Goikhman. — Wiesbaden : Harrassowitz Verlag, 2008. — P. 7–26. — ISBN 978-3-447-05646-5.
- Kan, Xuhang; Zhou, Qun; Qian, Renfa (2009). Niclas Vogt (ed.). Spring and Autumn Tomb No. 1 at Shuangdun, Bengbu City, Anhui (PDF). Kaogu 考古 (Archaeology). 10 (7): 62–85.
- Khayutina, Maria. "Bi shi" 粊誓, Western Zhou Oath Texts, and the Legal Culture of Early China // Origins of Chinese Political Philosophy. Studies in the Composition and Thought of the Shangshu (Classic of Documents) / Martin Kern ; Dirk Meyer. — Brill, 2017. — P. 416–445. — ISBN 9789004343504.
- Li, Feng. Landscape and Power in Early China: The Crisis and Fall of the Western Zhou 1045-771 BC / Axel Menges. — Cambridge : Cambridge University Press, 2006. — ISBN 978-0-521-85272-2.
- Li, Feng. Transmitting Antiquity: The Origin and Paradigmization of the“Five Ranks” // Perceptions of Antiquity in Chinese Civilization / Dieter Kuhn ; Helga Stahl. — Heidelberg : University of Würzburg, 2008. — P. 103–134.
- Li, Xueqin. Eastern Zhou and Qin Civilizations. — New Haven, Connecticut : Yale University Press, 1985. — ISBN 978-0300032864. — doi:10.2307/j.ctt211qwpq.
- Luo, Chia-Li (1999). Coastal Culture and Religion in Early China: A Study through Comparison with the Central Plain Region (PhD thesis). Indiana University.
- Maspero, Henri. China in Antiquity. — Amherst, Massachusetts : University of Massachusetts Press[англ.], 1978. — ISBN 0-87023-193-6.
- Urbanization in Early and Medieval China: Gazetteers for the City of Suzhou. — Seattle : University of Washington Press[англ.], 2015. — ISBN 978-0295994604.
- Miller, Harry. The Gongyang Commentary on The Spring and Autumn Annals: A Full Translation. — New York City : Palgrave Macmillan, 2015. — ISBN 978-1137497635.
- Peng, Yushang (2012). 越王差徐戈铭文释读 [Interpreting the inscription on King Chaixu of Yue's ge-dagger axe] (PDF). Kaogu (кит.) (12): 86–90.
- Sawyer, Ralph D. Conquest and Domination in early China. Rise and Demise of the Western Chou. — CreateSpace Independent Publishing Platform, 2013. — ISBN 978-1484912485.
- Shaughnessy, Edward L. Sources of Western Zhou History: Inscribed Bronze Vessels. — Berkeley, Los Angeles, Oxford : University of California Press, 1991. — ISBN 0-520-07028-3.
- Shaughnessy, Edward L. Western Zhou History // The Cambridge History of ancient China - From the Origins of Civilization to 221 B.C / Michael Loewe ; Edward L. Shaughnessy. — Cambridge : Cambridge University Press, 1999. — P. 292–351. — ISBN 9780521470308.
- So, Jenny F. (1994). An Inscribed Early Eastern Zhou Fou in the Arthur M. Sackler Collection. Artibus Asiae. 54 (3/4). Artibus Asiae Publishers: 199–206. doi:10.2307/3250055. JSTOR 3250055.
- Walker, Richard Louis. The multi-state system of ancient China. — Hamden, Connecticut : Shoe String Press, 1953.
- Wagner, Donald B. Iron and Steel in Ancient China. — Leiden, New York City, Cologne : Brill Publishers, 1996.
- Wu, Hung (1990). The Art of Xuzhou: A Regional Approach (PDF). Orientations. 21. Hong Kong: 40–59.
- Zhang, Hanmo. Models of Authorship and Text-making in Early China. — Los Angeles : University of California, 2012.